# Kaple svatého Prokopa (Pikárec)
Kaple svatého Prokopa je malá sakrální stavba na tzv. horní návsi v Pikárci na Žďársku. Nachází se na území Římskokatolické farnosti Moravec. Kaple není památkově chráněna.

## Historie
V roce 1776 byla postavena obecní kaple v podobě zvonice. Ta byla v letech 1992–1993 rozšířena do podoby kaple s trojbokým závěrem a vysvěcena.

## Architektonická podoba
Kaple je jednolodní stavba s neodsazeným trojbokým presbytářem. V ose průčelí je předsazena prostá věž (nejstarší část stavby, původní zvonice) s vysokou jehlancovou střechou. Ve věži jsou prostá čtvercová okna, krytá dřevěnou roletou. Lóď má okna s půlkruhovým záklenkem. Fasáda kaple je členěna naznačenými pilastry. Nad vchodem kaple je okrouhlá kartuše s vročením 1923.